# Турумти
Турумти, или красношейный сокол (лат. Falco chicquera) — вид хищных птиц рода соколов.

## Распространение
Турумти населяет степи, полупустыни Индии и саванны Африки.

## Описание
Красношейный сокол достигает длины 30—36 см, размах крыльев — до 85 см. Сверху крылья голубовато-серые, концы их заметно темнее. Кончик хвоста белый. Ноги, клюв, область вокруг глаз — жёлтые.

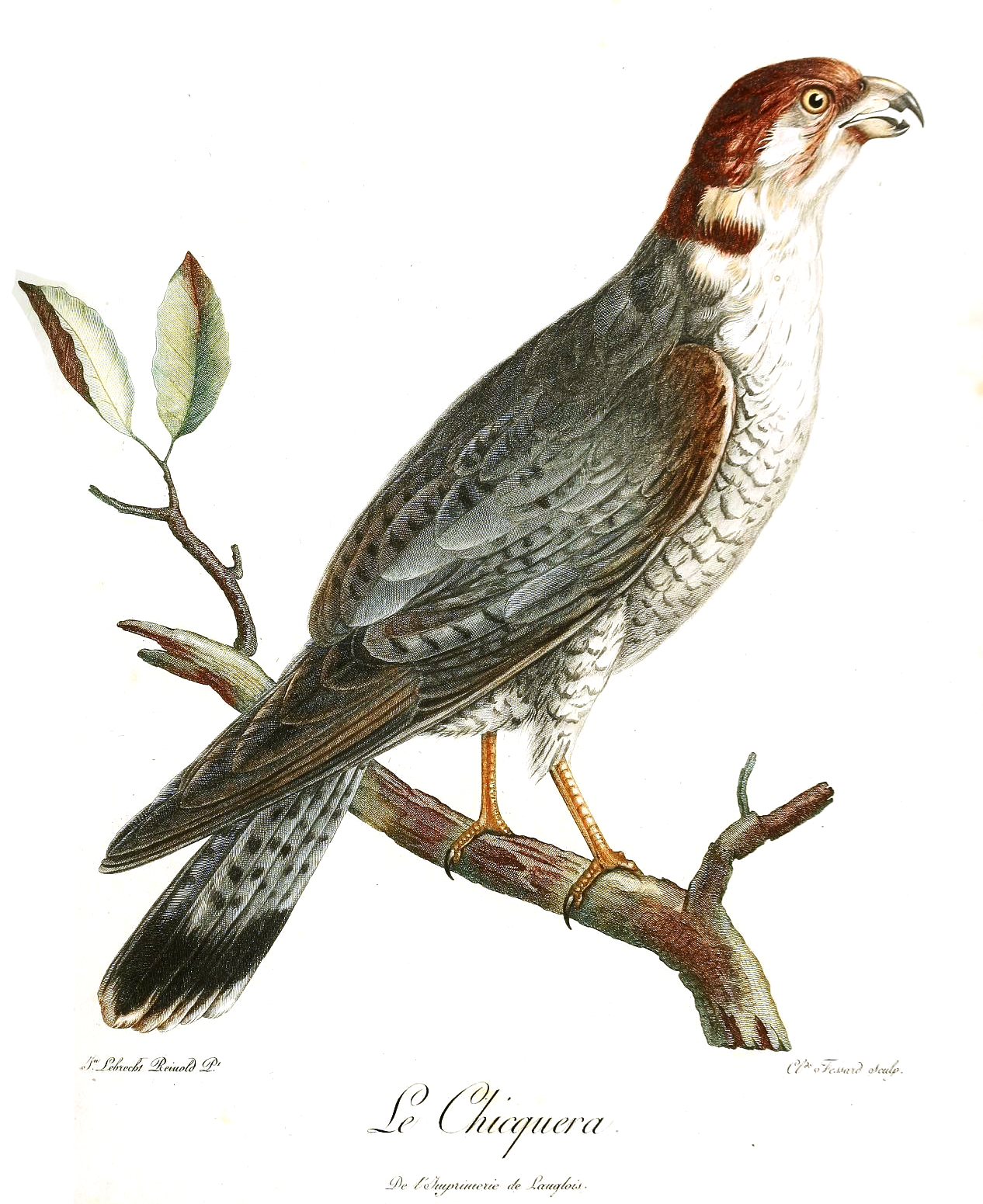
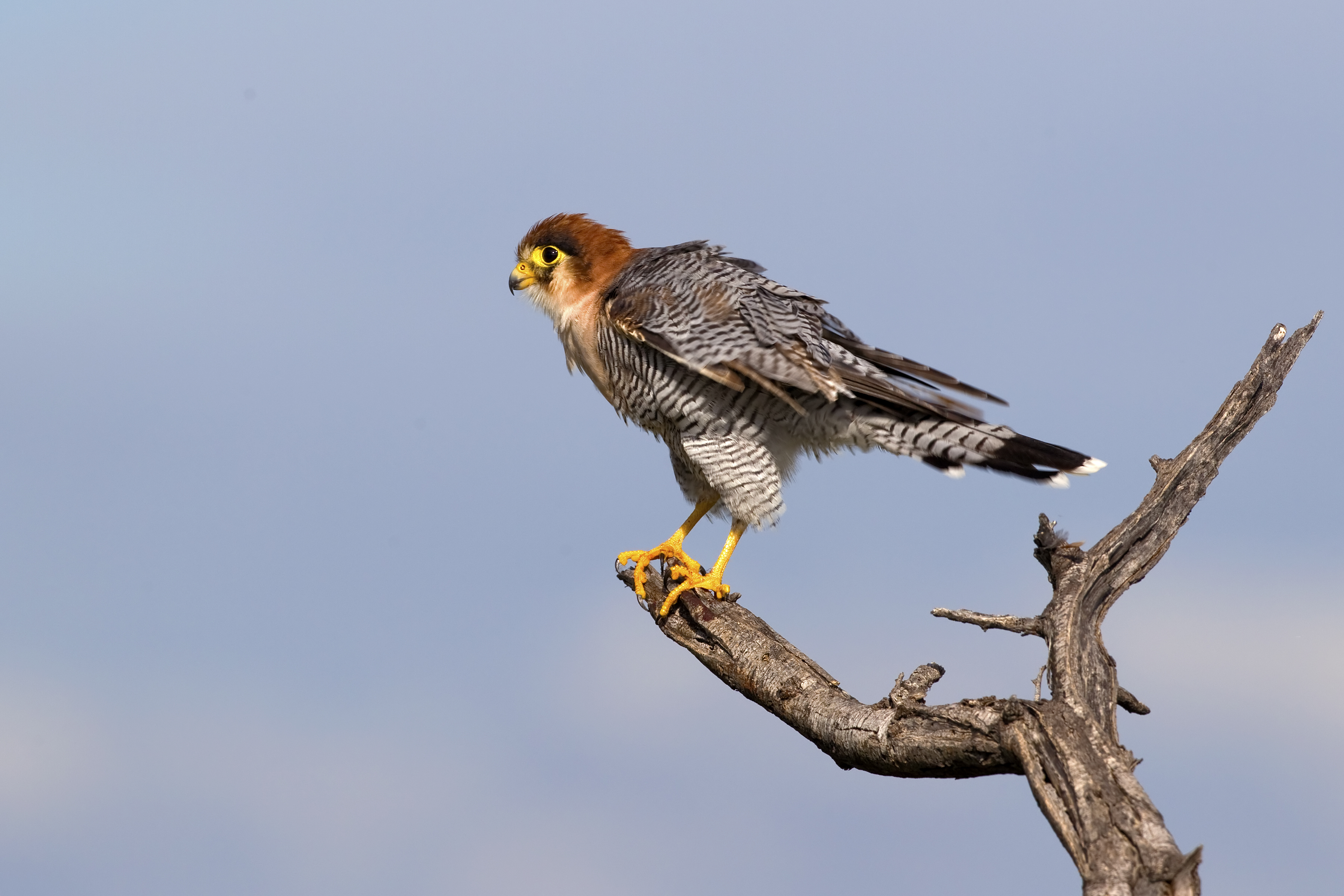